# Ulysses Belgico-Gallicus
De Ulysses Belgico-Gallicus is een reisverslag en reisgids gepubliceerd door Abraham Gölnitz (Goelnitzius) in 1631. De uit Danzig afkomstige geograaf beschreef in het Latijn zijn reiservaring door België en Frankrijk, maar ook door de Savoye en Piëmont. Hij gaf praktische tips over wegen, herbergen, eten, bezienswaardigheden, enz. Waar mogelijk had hij het over de lokale Germaanse natie. Het in Leiden bij Elsevier verschenen werk werd gretig gebruikt door toeristen op de grand tour, een educatieve reis die toen opgang begon te maken.

## Uitgaven
- Ulysses belgico-gallicus, fidus tibi dux et achates per Belgium hispan., Regnum Galliae, Ducat. Sabaudiae, Turinum usque Pedemontii metropolium, Leiden, 1631 (herdruk 1655)
- L'Ulysse françois, ou Le voyage de France, de Flandre et de Savoye, Parijs, 1643 (bewerking door Louis Coulon)
- Les deux voyages d'Abraham Gölnitz dans le Forez et dans le Lyonnais au XVIIIe siècle. Extrait de l'"Itinéraire en France et en Belgique", Parijs, 1879 (selectieve vertaling door Antoine Vachez)